# عبد الجواد عباس
عبد الجواد عباس من مواليد مدينة البيضاء سنة 1947م تحصل على ليسانس آداب من جامعة قاريونس سنة 1977م، واشتغل بالتدريس بالمدارس الإعدادية والثانوية في مجال اللغة العربية وآدابها حتى سنة 1990م، وواصَلَ العمل التعليمي كمفتش حتى سنة 2000م، وتحصل على درجة الماجستير في الأدب(اتجاهات القصة الليبية القصيرة ما بين عامي 1957- 1987م),وذلك سنة 2003م من جامعة عمر المختار، وبدأ في التدريس الجامعي في مادة تخصصه في كل من: جامعة عمر المختار وجامعة قاريونس. و تحصّل سنة 2007 م من جامعة قاريونس على درجة الدكتوراه في الأدب الحديث (القصة الليبية من التقليد إلى التجريب).

## مؤلفاته
- مجموعة قصصية بعنوان (وحدي في عرض البحر)، صدرت عن الدار الجماهيرية للنشر والتوزيع سنة 1991م.
- رواية بعنوان (لقاء في غابة السرو) عن دار نقوش عربية بتونس سنة 1998م.
- كتاب في التراث بعنوان (رعي الأغنام في التراث) عن دار الجبل الأخضر للطباعة سنة 1992م.
- اشترك مع الأستاذ عبد الله عقيلة في تأليف كتاب (اسلنطة المكان يتحدث) الصادر سنة 2001م عن مطابع الثورة ببنغازي.
- قام بشرح وتحقيق ديوان الشاعر جبريل الرعيدي والمعنون بـ (جبريل الرعيدي في قصائد الحرب والحنين والشكوى) سنة 2000م، وأعدّه إسرافيل الرعيدي.
- مخطوطات منها : (البيضاء وتذكرات صبيّ الخمسينات) ومجموعة قصصية بعنوان (ثروة أمي). وكتاب منهجي بعنوان (توضيحات إملائية).
- رواية بعنوان (حارس المنارة).

## جوائزه
فازت قصته (سائق الشاحنة) بالترتيب الثالث في مهرجان القاهرة الدولي سنة 1995م بعد تحويلها إلى شريط مرئي.